# Homeboy (Film)
Homeboy ist ein US-amerikanisches Sportdrama aus dem Jahr 1988. Regie führte Michael Seresin, Mickey Rourke verfasste bei diesem Film zum ersten Mal ein Drehbuch. Des Weiteren ist er wie Christopher Walken und Debra Feuer als Hauptdarsteller zu sehen. Der Soundtrack stammt von Eric Clapton und wurde 1988 als Homeboy – Original Score Performed by Eric Clapton veröffentlicht.

## Handlung
Der Cowboy Johnny Walker ist ein in die Jahre gekommener Boxer. Nach einem Sieg erhofft er sich das große Comeback. Er muss aber aufgrund einer schwierigen Verletzung pausieren und verreist deshalb. Da lernt er die Karussellbesitzerin Ruby auf einem Jahrmarkt kennen. Johnny verliebt sich in Ruby und seine Gefühle werden erwidert. Sein Freund und Promoter Wesley hat aber andere Pläne und bittet ihn, den Kampf zu bestreiten, sodass er einen Bankraub durchführen kann. Johnny muss sich nun entscheiden, ob er seinem Freund beim Bankraub hilft oder bei Ruby, seiner neuen Freundin, bleibt, da eine Verletzung tödlich enden kann. Als Wesley den Bankraub durchführt, steht Johnny im Ring.

## Produktion
Die Produktion wurde durch Cinema International durchgeführt. Außenaufnahmen entstanden in Asbury Park, New Jersey, für die Innenaufnahmen wurde die Convention Hall am selben Ort genutzt. Im Film The Wrestler ist Mickey Rourke wieder als Sportler am gleichen Ort zu Dreharbeiten gewesen.
Homeboy wurde durch International Video Entertainment auf VHS vertrieben und seit 2009 vertreibt Lions Gate Films Home Entertainment, die Tochterfirma von Lions Gate Entertainment, den Film auf DVD.

## Veröffentlichungen
Das Boxdrama wurde in Frankreich am 24. August 1988 veröffentlicht. Am 15. September 1988 erschien Homeboy dann auch in den Vereinigten Staaten. Im Jahr darauf erschien der Film in Portugal (17. März), Finnland (7. April), Schweden (30. Juni) und in Deutschland (7. September). Am 1. September 2009 wurde der Film auf DVD veröffentlicht.

## Kritik
Das Lexikon des internationalen Films urteilte: „Ein "Sport"-Film über Freundschaft, Liebe, Niederlage und Hoffnung, dessen Ambitionen in Pathos und Klischees erstarren. Nur der Hauptdarsteller und die (relativ) kritische Darstellung des Boxsports sichern ihm Interesse.“

## Trivia
- Debra Feuer, die Geliebte von Johnny Walker, war zu diesem Zeitpunkt die Frau von Mickey Rourke.
- Homeboy ist der erste Film, der von Mickey Rourke geschrieben wurde. Im Abspann wird er aber als Sir Eddie Cook erwähnt, so wie bei seinen darauffolgenden Filmen.